# 크리스티앙 바소고그
크리스티앙 무강 바소고그(프랑스어: Christian Mougang Bassogog, 1995년 10월 18일 ~ )는 카메룬의 축구 선수로 현재 튀르키예 쉬페르리그의 앙카라귀쥐와 카메룬 대표팀에서 윙어 또는 공격수로 뛰고 있다.

## 클럽 경력

### 레인보우 FC
바소고그는 카메룬 본토에서 2부 리그 팀인 레인보우 FC에서 선수 생활을 시작했고, 청소년 시스템을 졸업했다.

### 윌밍턴 해머헤드
2015년 4월 29일, 바소고그는 유나이티드 사커 리그 클럽인 윌밍턴 해머헤즈 FC에 합류했다. 그는 미국 클럽에서 16경기를 뛰며 2개의 어시스트를 기록한 후 덴마크의 AaB 클럽으로 이적하게 되었다. 그는 새로운 클럽과 4년 계약을 체결했다.

### AaB
2015년 9월 29일, 바소고그는 새로운 클럽인 AaB에서 덴마크 컵에서 아르후스에 소재한 Lystrup IF와의 경기에 데뷔하게 된다. 후반전에 교체로 들어가게 되었으며 경기 종료까지 약 30분 남았을 때 투입되었다.
2016년 2월 11일, 덴마크 슈퍼리가 윈터 브레이크 때에 바소고그는 조지아의 Sioni Bolnisi와 친선 경기에서 공격수로 선발 출장하게 되었다. 바소고그는 이 경기에서 2골을 넣었으며, 이후 수석 코치인 라스 쑨더가드는 바소고그를 앞으로 윙 대신 공격 포지션에서 사용할 수 있을 것이라고 언급했다.
2016년 2월 29일, 그는 덴마크 슈퍼리가에서 FC 미트윌란과의 경기로 데뷔전을 치렀다. 경기 종료 10분 전에 교체로 투입되었다.
2017년 아프리카 네이션스 컵에서 카메룬 대표팀으로 활약을 펼친 뒤, AaB의 스포츠 디렉터인 알란 가아르데는 2017년 1월 이적 창에서 바소고그가 AaB에서 떠날 수 있는 가능성에 대해 여러 문의가 있었다고 언급했다.

### 허난 지안예
2017년 2월 19일, AaB는 허난 지안예 FC로 4500만 덴마크 크로네(약 500만 파운드)의 이적료로 바소고그의 이적을 공식 발표했다. 이는 AaB 역사상 최고의 이적료로, 1997년 10월 제스퍼 그롱케어가 약 350만 파운드로 네덜란드의 AFC 아약스로 이적한 것을 뛰어넘은 이적료이다.

### 상하이 센화
2021년 2월 26일, 바소고그는 중국 슈퍼리그 클럽인 상하이 센화와 계약을 체결했다.

## 통산 기록

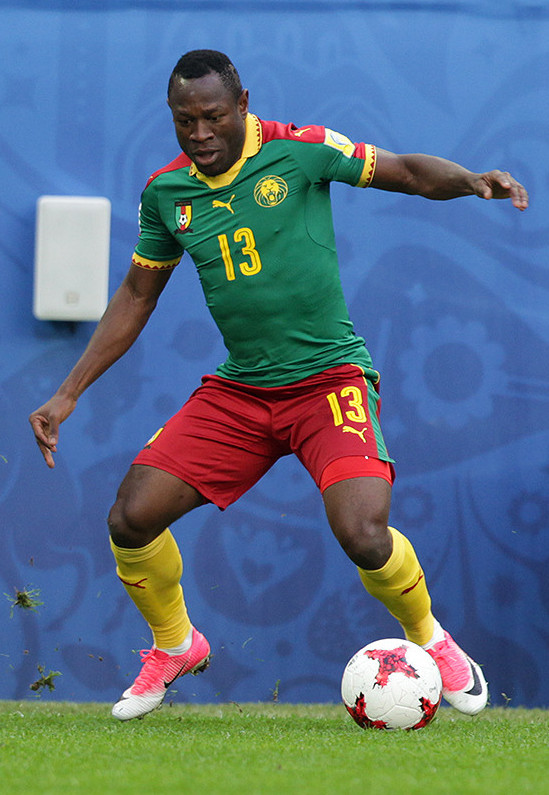
2017년 6월 카메룬을 대표하여 경기에 출전하는 바소고그

크리스찬 바소고그는 놀라운 활약을 펼친 2017 아프리카 컵에서 한 차례 골을 넣으면서 카메룬의 우승에 기여하였으며, 이로 인해 AFCON 2017에서 최우수 선수로 선정되었다. 2022년 11월 11일, 바소고그는 2022년 FIFA 월드컵 대표로 선발되었다. 2022년 11월 27일, 바소고그는 골을 넣은 후 과도한 축하로 인해 심판으로부터 옐로 카드를 받았다. 그 때 그는 경기장에 있지 않았다.